# Haarkuifdrongo
De haarkuifdrongo (Dicrurus hottentottus) is een zangvogel uit de familie Dicruridae (drongo's). De vogel was al bij Carl Linnaeus bekend, die hem in 1766 bij de kraaien indeelde. Linnaeus vermoedde dat de vogel uit Zuid-Afrika afkomstig was. Deze soort is echter afkomstig uit het Oriëntaals gebied en nauw verwant aan de glansvlekdrongo (D. bracteatus). Beide soorten werden vroeger als één soort beschouwd.

## Kenmerken
De haarkuifdrongo is 33 cm lang. Het is een glanzend zwarte vogel met een lange brede, gevorkte staart. Opvallend is dat het gevorkte uiteinde van de staart omhoog gekruld is. Het is de enige drongo met dit kenmerk. Verder heeft de vogel een kuif die bestaat uit veren die meer op haren lijken (vandaar de Nederlandse naam).

## Verspreiding en leefgebied
De haarkuifdrongo komt voor in een groot gebied dat zich uitstrekt van India, over Zuid-China en Indochina, Borneo, Java, Sulawesi, de Filipijnen en een paar eilanden in het midden van de Molukken (Soela en Obi). Het is een algemeen voorkomende vogel van verschillende typen bos in heuvellandbos tot 2400 m boven de zeespiegel.
Over de indeling in ondersoorten is geen consensus en er wordt rond 2020 nog steeds fylogenetisch onderzoek gedaan. In de versie 13.2 van de IOC World Bird List staan 12 ondersoorten:
- D. h. brevirostris: van centraal en zuidelijk China tot noordelijk Myanmar en noordelijk Indochina.
- D. h. hottentottus: van India via centraal Myanmar tot zuidelijk Indochina.
- D. h. faberi: westelijk Java.
- D. h.termeuleni: Seribu en eilanden in de Jakartabaai.
- D. h. jentincki: eilanden ten noorden en oosten van Java (Bali en Kangean-eilanden)
- D. h.viridinitens: Mentawai-eilanden) en Siberut, Sipura en Pagai.
- D. h. borneensis: montaan Borneo.
- D. h. suluensis: de Sulu-eilanden (Filipijnen).
- D. h. leucops: Sulawesi en de nabijgelegen eilanden.
- D. h. banggaiensis: de Banggai-eilanden.
- D. h. pectoralis: de Soela-archipel.
- D. h. guillemardi: Obi.

## Status
De haarkuifdrongo heeft een groot verspreidingsgebied en de grootte van de populatie is niet gekwantificeerd. Er is geen aanleiding te veronderstellen dat de soort in aantal achteruit gaat. Daarom staat deze drongo als niet bedreigd op de Rode Lijst van de IUCN.